# Касім Барід II
Касім Барід II (д/н — 1591) — султан Бідару у 1587—1591 роках.

## Життєпис
Другий син Алі Барід-шаха I. Відомостей про нього обмаль. Посів трон 1587 року після смерті старшого брата Ібрагіма Барід-шаха. Продовжив мирну зовнішню політику попередників та розвиток внутрішнього господарства. Карбував монети за зразком свого брата. Єдина відмінність полягала в тому, що в написі був пропущений термін «бані». На зворотному боці монети було написано «Аль-мувайїд бі-наср Аллах султані». Водночас відбувається посилення місцевих заміндарів та власників джаґірів.
Помер Касім Барід II 1591 року. Поховано у власній гробниці, яку було споруджено за зразком гробниці Алі Барід-шаха I, зведено на південь від гробниці Ібрагіма Барід-шаха. Йому спадкував син Алі Барід-шах II.